# ماریان یانتولیاک
ماریان یانتولیاک (به کرواتی: Marijan Jantoljak؛ ۷ فوریهٔ ۱۹۴۰ – ۱۰ آوریل ۲۰۲۵) بازیکن و مربی فوتبال اهل کرواسی بود.
از جمله باشگاه‌هایی که وی در آن‌ها بازی کرده‌است، می‌توان به باشگاه فوتبال سجستا، باشگاه فوتبال بوراتس بانیا لوکا و باشگاه فوتبال رییکا اشاره کرد.
وی همچنین در تیم ملی فوتبال یوگسلاوی بازی کرده‌است.